# Kabinet-Ruijs de Beerenbrouck III
Dit artikel bevat enkel een lijst met namen van de ministers die actief waren tijdens de regeerperiode van het kabinet-Ruijs de Beerenbrouck III, 1929-1933, een zogenaamd extra-parlementair kabinet.

## Ambtsbekleders
| Ambtsbekleders                                               | Ambtsbekleders                          | Ambtsbekleders                                              | Ministers / Ministerie         | Ministers / Ministerie              | Termijn                                                                                         | Partij                        |
| ------------------------------------------------------------ | --------------------------------------- | ----------------------------------------------------------- | ------------------------------ | ----------------------------------- | ----------------------------------------------------------------------------------------------- | ----------------------------- |
|                                                              | Ch.J.M. (Charles) Ruijs de Beerenbrouck | jhr.mr. Ch.J.M. (Charles) Ruijs de Beerenbrouck (1873–1936) | Voorzitter                     | Voorzitter                          | 10 augustus 1929 – 26 mei 1933                                                                  | RKSP                          |
| Minister                                                     | Ch.J.M. (Charles) Ruijs de Beerenbrouck | jhr.mr. Ch.J.M. (Charles) Ruijs de Beerenbrouck (1873–1936) | Binnenlandse Zaken en Landbouw | 10 augustus 1929 – 1 mei 1932       |                                                                                                 | RKSP                          |
| Minister                                                     | Ch.J.M. (Charles) Ruijs de Beerenbrouck | jhr.mr. Ch.J.M. (Charles) Ruijs de Beerenbrouck (1873–1936) | Binnenlandse Zaken             | 1 mei 1932 – 26 mei 1933            |                                                                                                 | RKSP                          |
|                                                              | Frans Beelaerts van Blokland            | jhr.mr. F. (Frans) Beelaerts van Blokland (1872–1956)       | Minister                       | Buitenlandse Zaken                  | 1 april 1927 – 20 april 1933 (afgetreden na benoeming tot vice-president van de Raad van State) | CHU                           |
|                                                              | Ch.J.M. (Charles) Ruijs de Beerenbrouck | jhr.mr. Ch.J.M. (Charles) Ruijs de Beerenbrouck (1873–1936) | Minister                       | Buitenlandse Zaken                  | 20 april 1933 – 26 mei 1933 (waarnemend)                                                        | RKSP                          |
|                                                              | D.J. (Dirk Jan) de Geer                 | jhr.mr. D.J. (Dirk Jan) de Geer (1870–1960)                 | Minister                       | Financiën                           | 8 maart 1926 – 26 mei 1933                                                                      | CHU                           |
|                                                              | J. (Jan) Donner                         | mr.dr. J. (Jan) Donner (1891–1981)                          | Minister                       | Justitie                            | 8 maart 1926 – 26 mei 1933                                                                      | ARP                           |
|                                                              | T.J. Verschuur                          | mr. T.J. Verschuur (1886–1945)                              | Minister                       | Arbeid, Handel en Nijverheid        | 10 augustus 1929 – 1 mei 1932                                                                   | RKSP                          |
| Economische Zaken en Arbeid                                  | T.J. Verschuur                          | mr. T.J. Verschuur (1886–1945)                              | Minister                       | 1 mei 1932 – 8 juni 1933            |                                                                                                 | RKSP                          |
|                                                              | L.N. (Laurentius Nicolaas) Deckers      | mr.dr. L.N. (Laurentius Nicolaas) Deckers (1883–1978)       | Minister                       | Defensie                            | 10 augustus 1929 – 2 september 1935                                                             | RKSP                          |
|                                                              | J. (Jan) Terpstra                       | mr. J. (Jan) Terpstra (1888–1952)                           | Minister                       | Onderwijs, Kunsten en Wetenschappen | 10 augustus 1929 – 26 mei 1933                                                                  | ARP                           |
|                                                              | P.J. (Paul) Reymer                      | mr. P.J. (Paul) Reymer (1882–1952)                          | Minister                       | Waterstaat                          | 10 augustus 1929 – 26 mei 1933                                                                  | RKSP                          |
|                                                              | S. (Simon) de Graaff                    | S. (Simon) de Graaff (1861–1953)                            | Minister                       | Koloniën                            | 10 augustus 1929 – 26 mei 1933                                                                  | O (Conservatief– Protestants) |
| Bron: Kabinet-Ruijs de Beerenbrouck III Parlement & Politiek |                                         |                                                             |                                |                                     |                                                                                                 |                               |